# Боян Боев
Боян Димитров Боев е български езотерик и езотеричен писател, един от основните последователи на Петър Дънов. Извършва огромна работа за съхраняване и разпространение на учението му.

## Биография
Роден е на 17 октомври 1883 г. в Бургас. Баща му Димитър Боев е редактор на един от първите бургаски вестници – „Голгота“, преименуван по-късно на „Нова епоха“. Дядо му Бою Димитров оглавява националноосвободителните борби в село Кърхарман (сега Вършило). Майката на Боян Боев е арменка.
Завършва Софийския университет със специалност „Естествени науки“. Преди Балканската война е студент в Мюнхен, Германия. По време на пребиваването си в Германия се среща с Рудолф Щайнер и слуша негови лекции. Владее френски, немски и руски език.
Работи като гимназиален учител в Ямбол, Панагюрище, Сливен и Свищов. Сред учениците му в Панагюрище е Влад Пашов.
През 1924 г. се премества в София и участва активно в стенографирането на беседите на Петър Дънов. Той е почти неотлъчно до него и стенографира и частните му разговори, и словото му при пребиваванията им на Рила, Витоша, Мърчаево и др. Издава няколко книги: „Мисията на богомилството във връзка с мисията на славянството“ (1937), „Учителя за дишането“ (1942), „Учителя за образованието“ (1943). Започва да пише книга за Учителя (П. Дънов), като продължава с Методи Константинов, а по съвет на Дънов включват в работата и Борис Николов и Мария Тодорова. Книгата им „Учителят“ излиза през 1947 г. в България, а по-късно успяват да я издадат и във Франция.
След смъртта на Петър Дънов (27 декември 1944 г.) е избран в съставения 7-членен Временен братски съвет, а на свикания всеобщ събор на 10 август 1945 г. се взима решение членовете на Временния съвет да бъдат избрани за членове на Постоянния братски съвет и то пожизнено.
Боян Боев лично дешифрира част от стенограмите си и те са прехвърлени на пишеща машина; други са дешифрирани от Борис Николов. В по-късни години започва издаването им.
Умира в София на 21 юли 1963 г.

## Книги
- Мисията на богомилството във връзка с мисията на славянството (1937)
- Учителя за дишането (1942)
- Учителя за образованието (1943)
- Учителят (в съавт. с Методи Константинов, Борис Николов и Мария Тодорова). София, 1947; Париж, 1958.
- Учителят. Разговорите при Седемте рилски езера (в съавт. с  Методи Константинов). 1948.
- Свещеният огън (1995)
- Акордиране на човешката душа (архив на Боян Боев). Том 1 – 3. София, Бяло братство, 1999 – 2001 (Т. 1, 1999, ISBN 954-744-001-2; Т. 2, 2000, ISBN 954-744-003-9; Т. 3, 2001, ISBN 954-744-004-7. Преиздания от Хеликон (2013), Сиела (2014), Бяло братство (2018).
- Разговори на Ел Шадай (2000)
- Доброто разположение (2002)
- Из нашия живот: Разговори с Учителя, публикувани в списание „Житно зърно“ (2010)
- Изворът на Доброто
- Кой спаси българските евреи